# Vélo Club SOVAC Algérie/Saison 2012
Dieser Artikel listet Erfolge und Fahrer des Radsportteams Vélo Club SOVAC Algérie in der Saison 2012 auf.

## Erfolge in der UCI Africa Tour
| Datum    | Rennen                                            | Kat. | Fahrer       |
| -------- | ------------------------------------------------- | ---- | ------------ |
| 20. Juni | Algerische Meisterschaft – Einzelzeitfahren (U23) | CN   | Fayçal Hamza |

## Mannschaft
| Name                 | Geburtstag        | Nationalität | Team 2011            |
| -------------------- | ----------------- | ------------ | -------------------- |
| Bilel Amari          | 12. Februar 1992  | Algerien     | Geofco-Ville d’Alger |
| Adel Barbari         | 27. Mai 1993      | Algerien     | Neoprofi             |
| Abderrahman Bourezza | 19. Januar 1985   | Algerien     | Neoprofi             |
| Hichem Chaabane      | 10. August 1988   | Algerien     | MTN Cycling (2009)   |
| Redouane Chabaane    | 18. Dezember 1986 | Algerien     | Neoprofi             |
| Abdesslam Dahmane    | 31. Juli 1992     | Algerien     | Neoprofi             |
| Karim Hadjbouzit     | 10. Februar 1991  | Algerien     | Neoprofi             |
| Abderrahmane Hamza   | 19. Februar 1992  | Algerien     | Neoprofi             |
| Fayçal Hamza         | 6. September 1992 | Algerien     | Neoprofi             |
| Mohamed Hamza        | 14. Oktober 1992  | Algerien     | Neoprofi             |
| Hamza Merdj          | 16. Oktober 1993  | Algerien     | Neoprofi             |
| Bilal Saada          | 26. Oktober 1990  | Algerien     | Neoprofi             |